# Chálki
Pour les articles homonymes, voir Chálki (dème) et Heybeliada.
Ne doit pas être confondu avec Chalcis.
Chálki ou Hálki (grec moderne : Χάλκη) est une île grecque située dans le sud de la mer Égée à 6 km à l'ouest de Rhodes. Administrativement elle forme avec quelques îlots un dème du nome du Dodécanèse.

## Géographie
L'île a une superficie de 28 km2. La capitale de l'île est le port d'Emborios.

## Histoire
Un château érigé par les chevaliers de l'ordre de Saint-Jean de Jérusalem marque leur passage sur l'île.

## Économie
L'île se dirige vers l'autonomie en énergies renouvelables.